# Eichelnkopf
Der Eichelnkopf ist ein 545,7 m hoher Berg im südwestlichen Teil des Harzes. Er liegt nahe Herzberg am Harz im gemeindefreien Gebiet Harz des niedersächsischen Landkreises Göttingen (Deutschland).

## Geographie

### Lage
Der Eichelnkopf erhebt sich im Naturpark Harz. Sein Gipfel liegt etwa 3,5 km östlich von Herzberg am Harz und 3,5 km nördlich des Herzberger Ortsteils Scharzfeld sowie 2,5 km südwestlich des Großen Knollens (687,4 m) und 0,9 km südwestlich der Mittelecke (500,1 m).

### Naturräumliche Zuordnung
Über den Eichelnkopf verläuft in der naturräumlichen Haupteinheitengruppe Harz (Nr. 38), in der Haupteinheit Oberharz (380) und in der Untereinheit Südlicher Oberharz (380.8) die Grenze der Naturräume Oderbergland (380.81) und Sieberbergland (380.82). Die Landschaft fällt nach Südwesten in den Naturraum Herzberger Vorlandterrassen (376.25) ab und nach Südsüdwesten in den Naturraum Scharzfelder Zechsteinhügel (376.27), die in der Haupteinheitengruppe Weser-Leine-Bergland (37) und dessen Haupteinheit Südwestliches Harzvorland (376) zur Untereinheit Osterode-Herzberger Vorland (376.2) gehören.

## Geologie
Auf dem Osthang des Eichelnkopfs gibt es ein isoliertes Vorkommen von dunklem Tonschiefer aus dem Silur, welches zu den ältesten Gesteinen im gesamten Harz gehört.

## Schutzgebiete und Bewaldung
Auf dem Eichelnkopf liegen Teile des Landschaftsschutzgebiets Harz (Landkreis Göttingen) (CDDA-Nr. 321403; 2000 ausgewiesen; 300,112 km² groß). Der Berg war bis 2017 teils mit Fichten und teils mit Buchen bewachsen. In den trockenen Jahren 2018 bis 2020 sind fast alle Fichten eingegangen. Im Jahre 1596 gab es dort überwiegend Buchen, im Jahre 1630 junge Eichen, Birken und Buchen.

## Wandern
Es gibt einen Wanderweg, der von Norden auf den Eichelnkopf führt. Die letzten 300 m unterhalb des Gipfels gelten mit einer Steigung bis zu 34 % als eine besondere Herausforderung für Mountainbiker. Auf dem Südhang des Berges führt ein Wanderweg an der 300-jährigen Euleneiche vorbei.